# Ochrosia borbonica
Ochrosia borbonica là một loài thực vật thuộc họ Apocynaceae. Loài này có ở Mauritius và Réunion.

## Hình ảnh

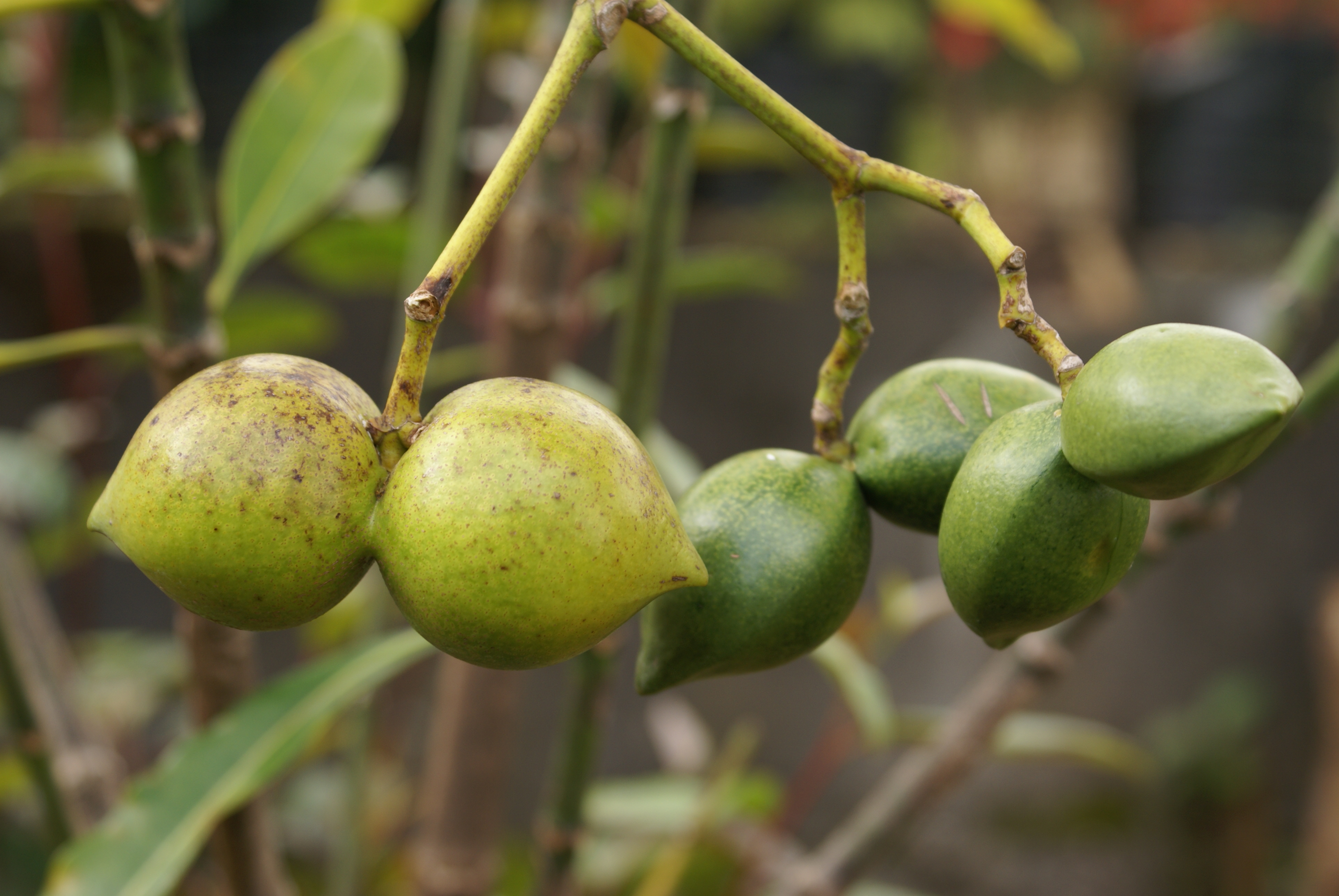
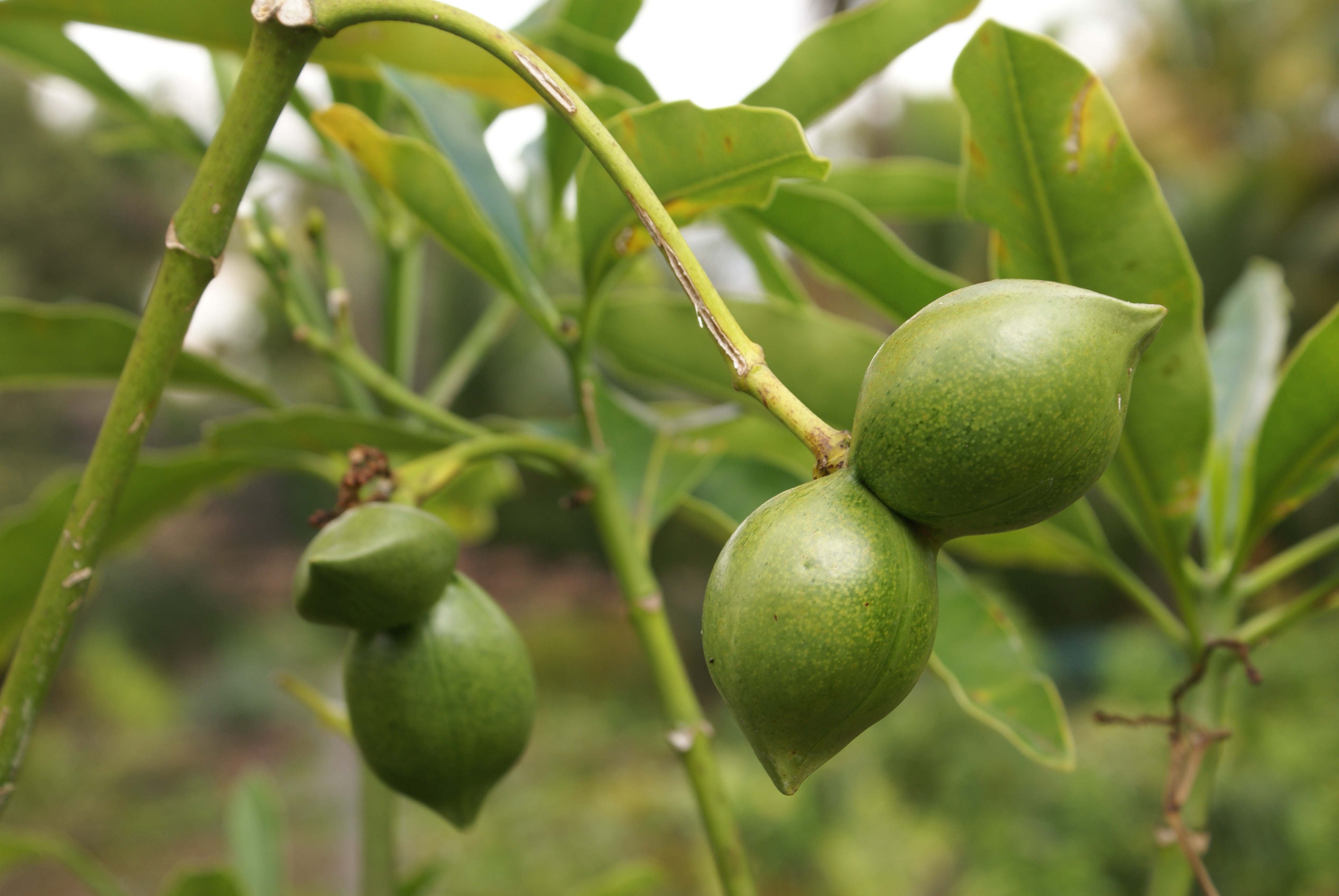